# Achim John
Achim John (* 20. Mai 1961 in Aachen) ist ein ehemaliger deutscher Profiboxer und ehemaliger Internationaler Deutscher-Meister im Halbschwergewicht.

## Amateurboxen
John begann im Alter von neun Jahren mit dem Boxen. Bei den Schülern war er Mittelrheinmeister sowie in drei aufeinander folgenden Jahren Westdeutscher Meister. Mit sechzehn Jahren war er Deutscher Jugendmeister. Als Amateur bestritt John 180 Kämpfe. Er hatte Einsätze in der Deutschen Junioren-Nationalmannschaft und nahm an der Militär-WM teil. Seine acht Oberligakämpfe gewann er. Johns größter Erfolg als Amateur war der Punktsieg über Manfred Zielonka.

## Profikarriere
Den ersten Profikampf im Halbschwergewicht bestritt John am 1. April 1995 in Aachen, er gewann nach Punkten.
Am 12. April 1997 kämpfte er gegen Silvio Meinel und verlor nach Punkten, in der sechsten Runde erlitt er einen Rippenbruch.
Mit 36 Jahren gewann John gegen Mario Lupp den Kampf um den Internationalen Deutschen Meistertitel. Der Kampf wurde im DSF übertragen.

## Trainer
Achim John ist Cheftrainer des PTSV Aachen; er führte Max Keller (U19) 2009 und Marven Lennertz (U21) 2008 und 2009 zum Titel des Deutschen Meisters im olympischen Boxen. Einen Titel errang auch Max Pilz, der 2010 Mittelrheinmeister wurde und Gold bei einem Nationen Turnier in Dänemark holte.